# Маккарти, Пегги
Маргарет «Пегги» Энн Маккарти (англ. Margaret "Peggy" Ann McCarthy; род. 1 марта 1956, Эрбана, Иллинойс) — американская гребчиха, выступавшая за сборную США по академической гребле во второй половине 1970-х годов. Бронзовая призёрка летних Олимпийских игр в Монреале, победительница Королевской регаты Хенли и Люцернской международной регаты.

## Биография
Пегги Маккарти родилась 1 марта 1956 года в городе Эрбана, штат Иллинойс.
Занималась академической греблей во время учёбы в Висконсинском университете в Мадисоне, состояла в университетской гребной команде «Висконсин Баджерс», неоднократно принимала участие в различных студенческих регатах.
Первого серьёзного успеха в своей спортивной карьере добилась в сезоне 1976 года, когда вошла в основной состав американской национальной сборной и благодаря череде удачных выступлений удостоилась права защищать честь страны на летних Олимпийских играх в Монреале. Совместно с партнёршами по сборной Линн Силлиман, Анитой Дефранц, Кэри Грейвз, Марион Грег, Энн Уорнер, Гейл Рикетсон, Кэрол Браун и Джеки Зок финишировала в распашных рулевых восьмёрках третьей позади экипажей из Западной Германии и Советского Союза, получив тем самым бронзовую олимпийскую медаль.
После монреальской Олимпиады Маккарти осталась в составе гребной команды США на ещё один олимпийский цикл и продолжила принимать участие в крупнейших международных регатах. Так, в 1977 году она выступила на чемпионате мира в Амстердаме, где в программе восьмёрок сумела квалифицироваться лишь в утешительный финал B.
В 1979 году на мировом первенстве в Бледе показала пятый результат в безрульных двойках.
В 1980 году прошла отбор в олимпийскую сборную, собранную для участия в Олимпийских играх в Москве, однако Соединённые Штаты вместе с несколькими другими западными странами бойкотировали эти соревнования по политическим причинам. В качестве компенсации за пропуск Олимпиады Маккарти была награждена Золотой медалью Конгресса.
Помимо этого, Пегги Маккарти отметилась победой на Люцернской международной регате, где в восьмёрках взяла верх над олимпийскими чемпионками из ГДР.
В 1981 году находилась в составе четырёхместного рулевого экипажа, выигравшего Королевскую регату Хенли — это был первый раз, когда женщин допустили на данные соревнования.
Будучи по образованию гражданским инженером, впоследствии работала в крупной инжиниринговой компании в Бостоне.